# 政府约法
政府约法（英語：Instrument of Government）是17世纪英格兰联邦护国公时期时的宪法，为近现代国家中首部成文宪法，由新模范军少将约翰·兰伯特于1653年在参考《建议要点》和《人民协定》的基础上起草，当年由克伦威尔通过，1657年被废除，由《谦卑请愿》取代。